# Casses
Els casses (en llatí Cassi) eren un poble celta de Britànnia, possiblement amb base a la part oriental, prou importants com per ser esmentats per Juli Cèsar, que se'ls va trobar a la seva segona expedició a Britànnia l'any 55 aC. El seu cap es deia Cassivellaunus, i la seva capital Oppidum Cassivelauni.